# مسترسید
مسترسید (انگلیسی: MrSID) کوته‌نوشت Multiresolution Seamless Image Database به معنی پایگاه داده تصویر یکپارچه با تفکیک‌پذیری چندگانه و قالب پرونده‌ای با پسوند نام sid. است که توسط شرکت لیزاردتک جهت کدگذاری داده‌های رستری زمین‌مرجع مانند عکس‌های اصلاح‌شده (اورتوفو) ثبت و توسعه یافته است.
مسترسید نتیجه تلاش‌ها و پژوهش‌های آزمایشگاه ملی لس آلاموس (LANL) است.

## کاربردها
مسترسید در ابتدا جهت استفاده در سامانه اطلاعات جغرافیایی (GIS) توسعه یافت. با این فرمت پرونده تصویرهای رستری بزرگ مانند عکس‌های هوایی و تصاویر ماهواره‌ای فشرده‌سازی شده و می‌توان بدون خارج‌کردن تمام داده از حالت فشرده از آن‌ها استفاده نمود.
پسوند نام sid. در بیشتر نرم‌افزارها و برنامه‌های جی‌آی‌اس مانند اتودسک، بنتلی سیستمز، کاریس، ارداس ایمیجین، ازری، اینترگراف، مپ‌اینفو پرافشنال و کیوجی‌آی‌اس پشتیبانی می‌شود.